# Rex Hospital Open
Het Rex Hospital Open is een golftoernooi in de Verenigde Staten en het maakt deel uit van de Web.com Tour. Het toernooi werd opgericht in 1994 en wordt sinds 2000 telkens gespeeld op de TPC Wakefield Plantation in Raleigh, North Carolina.
Hert is een strokeplay-toernooi dat gespeeld wordt over vier dagen en na de tweede dag wordt de cut toegepast.

## Geschiedenis
In 1992 werd het toernooi opgericht als de Carolina Classic en de eerste editie werd gewonnen door de Amerikaan Skip Kendall. Van 1994 tot 1999 werd het toernooi gesponsord door Nike. In 2010 en 2011 werd het gesponsord door Buy.com en van 2002 tot 2004 sponsorde de Southern Audio Services (SAS) dit toernooi.
In 2005 werd het toernooi hernoemd tot het Rex Hospital Open.

## Golfbanen
Dit toernooi werd sinds de oprichting op meerdere golfbanen gespeeld in hun geschiedenis:
| Ja(a)r(en) | Golfbaan                 | Par | Stad                     |
| ---------- | ------------------------ | --- | ------------------------ |
| 1994-1997  | Golf Club at Mill Creek  | 72  | Franklin, North Carolina |
| 1998-1999  | Raleigh Country Club     | 71  | Raleigh, North Carolina  |
| 2000-      | TPC Wakefield Plantation | 71  | Raleigh, North Carolina  |

## Winnaars
| Jaar                     | Winnaar               | Score                 | Score                 | Info                                                                          |
| Nike Carolina Classic    | Nike Carolina Classic | Nike Carolina Classic | Nike Carolina Classic | Nike Carolina Classic                                                         |
| ------------------------ | --------------------- | --------------------- | --------------------- | ----------------------------------------------------------------------------- |
| 1994                     | Skip Kendall          | 276                   | –12                   |                                                                               |
| 1995                     | Michael Christie      | 266                   | –22                   |                                                                               |
| 1996                     | Glen Hnatiuk po       | 205                   | –11                   | Wegens slechte weer, afgewerkt in drie ronden Won de play-off van Craig Perks |
| 1997                     | Ahmad Bateman         | 284                   | –4                    |                                                                               |
| 1998                     | Brian Bateman         | 266                   | –18                   |                                                                               |
| 1999                     | Vance Veazey          | 269                   | –15                   |                                                                               |
| Buy.com Carolina Classic |                       |                       |                       |                                                                               |
| 2000                     | Mark Hensby po        | 266                   | –18                   | Won de play-off van Manny Zerman                                              |
| 2001                     | John Maginnes         | 269                   | –15                   |                                                                               |
| SAS Carolina Classic     |                       |                       |                       |                                                                               |
| 2002                     | Zoran Zorkic          | 274                   | –10                   |                                                                               |
| 2003                     | David Morland IV      | 268                   | –16                   |                                                                               |
| 2004                     | Chris Anderson po     | 271                   | –13                   | Won de play-off van Jason Buha, Paul Gow en Brendan Jones                     |
| Rex Hospital Open        |                       |                       |                       |                                                                               |
| 2005                     | Eric Axley            | 270                   | –14                   |                                                                               |
| 2006                     | Brenden Pappas        | 268                   | –16                   |                                                                               |
| 2007                     | Kyle Thompson         | 268                   | –16                   |                                                                               |
| 2008                     | Scott Gutschewski     | 270                   | –14                   |                                                                               |
| 2009                     | Kevin Johnson po      | 266                   | –18                   | Won de play-off van Jeff Gallagher                                            |
| 2010                     | John Riegger          | 193                   | –20                   | Wegens slechte weer, afgewerkt in drie ronden                                 |
| 2011                     | Kyle Thompson         | 270                   | –14                   |                                                                               |
| 2012                     | James Hahn po         | 271                   | –13                   | Won de play-off van Scott Parel                                               |
| 2013                     | Chesson Hadley        | 265                   | –19                   |                                                                               |
| 2014                     | Byron Smith           | 268                   | –16                   |                                                                               |

| Toernooirecord |  | po = winnaar na play-off |